# Блу-Маундс (Вісконсин)
Блу-Маундс (англ. Blue Mounds) — селище (англ. village) в США, в окрузі Дейн штату Вісконсин. Населення — 948 осіб (2020).

## Географія
Блу-Маундс розташований за координатами 43°1′3″ пн. ш. 89°49′36″ зх. д. / 43.01750° пн. ш. 89.82667° зх. д. (43.017412, -89.826783).  За даними Бюро перепису населення США в 2010 році селище мало площу 2,36 км², уся площа — суходіл.

## Демографія
Згідно з переписом 2010 року, у селищі мешкало 855 осіб у 336 домогосподарствах у складі 235 родин. Густота населення становила 362 особи/км².  Було 347 помешкань (147/км²).
Расовий склад населення:
| - 97,8 % — білих - 0,5 % — азіатів - 0,4 % — корінних американців - 0,1 % — чорних або афроамериканців |

До двох чи більше рас належало 0,8 %. Частка іспаномовних становила 1,3 % від усіх жителів.
За віковим діапазоном населення розподілялося таким чином: 27,8 % — особи молодші 18 років, 63,5 % — особи у віці 18—64 років, 8,7 % — особи у віці 65 років та старші. Медіана віку мешканця становила 39,8 року. На 100 осіб жіночої статі у селищі припадало 96,1 чоловіків;  на 100 жінок у віці від 18 років та старших — 95,3 чоловіків також старших 18 років.
Середній дохід на одне домашнє господарство  становив 75 983 долари США (медіана — 65 000), а середній дохід на одну сім'ю — 88 464 долари (медіана — 79 464). Медіана доходів становила 54 375 доларів для чоловіків та 49 583 долари для жінок. За межею бідності перебувало 4,1 % осіб, у тому числі 2,9 % дітей у віці до 18 років та 6,5 % осіб у віці 65 років та старших.
Цивільне працевлаштоване населення становило 509 осіб. Основні галузі зайнятості: освіта, охорона здоров'я та соціальна допомога — 20,6 %, виробництво — 16,5 %, будівництво — 11,0 %, транспорт — 10,4 %.